# Dubiel (ryba)
Dubiel (Diplodus puntazzo) – gatunek ryby z rodziny prażmowatych (Sparidae).

## Występowanie
Wody słone i półsłone wschodniego Atlantyk od Konga do Zatoki Biskajskiej. Spotykany u wybrzeży Sierra Leone, Republiki Zielonego Przylądka, w Morzu Śródziemnym a nawet w Morzu Czarnym.
Żyje na głębokości od 1 do 50 m nad dnem skalistym lub piaszczystym, także w strefie przyboju. Zazwyczaj samotnie.

## Opis
Dorasta maksymalnie do 60 cm długości. Ciało owalne, spłaszczone. Łuski duże, grzybkowate, pokrywające także głowę. Otwór gębowy niewielki, obie szczęki równej długości. Uzębienie: w pierwszym rzędzie zęby szpatułkowate a za nimi rząd drobnych zębów żujących. Płetwa grzbietowa długa, niepodzielona, podparta 11 twardymi promieniami i 13 – 14 miękkimi promieniami. Płetwa odbytowa równa połowie płetwy grzbietowej podparta 1 twardym i 7 – 11 miękkimi promieniami. Płetwa piersiowa z 1 twardym i 5 miękkimi promieniami. Płetwa ogonowa wcięta.
Ubarwienie srebrzystoszare z 7 – 11 wąskimi, ciemnymi pasami poprzecznymi i dużą czarną plamą na trzonie ogonowym. Część płetwy grzbietowej i ogonowej obwiedzione czarnym kolorem.

## Odżywianie
Odżywia się glonorostami i zwierzętami na nich żyjącymi, które zeskrobuje lub odcina przy pomocy pierwszego rzędu zębów.

## Rozród
Tarło odbywa się we wrześniu i październiku. Ikra i larwy są pelagiczne, gdy osobniki osiągają 5 cm długości płyną do wód przybrzeżnych.